# Эльфы

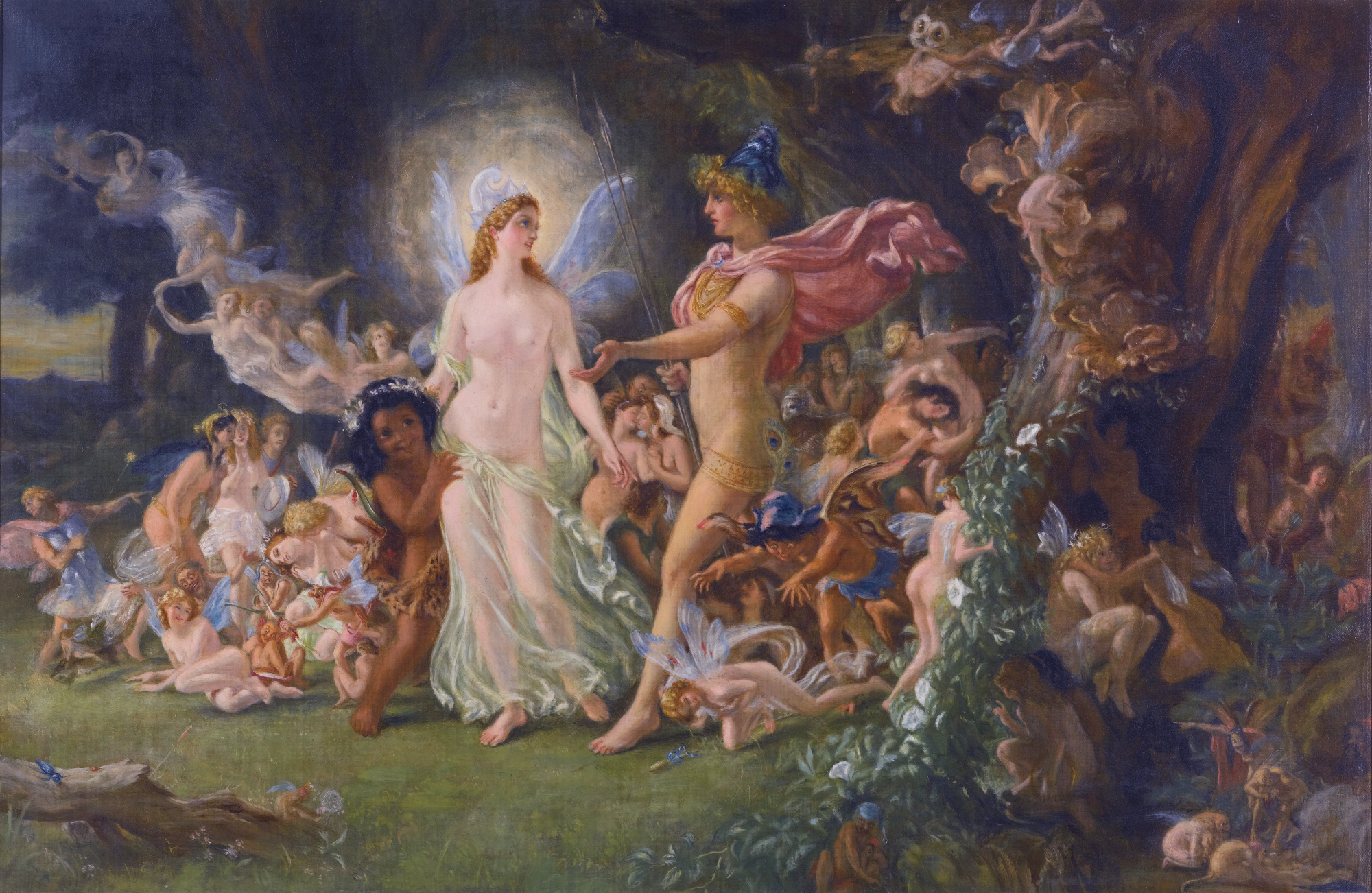
Картина Джозефа Ноэля Патона «Ссора Оберона и Титании» по мотивам комедии Шекспира «Сон в летнюю ночь»

Эльфы (нем. Elfe, англ. elf) — сказочный, волшебный народ в германо-скандинавском и кельтском фольклоре. Известны также под названиями альвы (álfr — сканд.), сиды или ши (sidhe — др. ирл.).
Описания эльфов в различных мифологиях различаются, но, как правило, это красивые, светлые существа, духи леса. Они являются постоянными персонажами сказочной и фантастической литературы, в особенности в жанре фэнтези (наряду с гномами, гоблинами и троллями).
Существует мнение, что эльфы и феи — одни и те же существа, однако, несмотря на часто встречающуюся схожесть описания, традиционные кельтские «эльфы» — sidhe — например, могли изображаться крылатыми, в отличие от фей, которые в кельтских мифах мало чем отличаются от обычных людей. В английский язык слово fairy было заимствовано в XII—XV веках из старофранцузского faerie (современная орфография — feerie, fee), описательно охватывавшего всё, что так или иначе касалось места жительства и деятельности мифологических «маленьких людей» (faie; позже — fee). Источником французского термина считается латинское fata (дух-хранитель; отсюда же — итальянское fata, испанское hada). Fata, употребляющееся в женском роде в языках романской группы, первоначально являлось существительным среднего рода множественного числа (fates) и было производным от fatum («предсказанное»; «пророческое»). В Англии исконным являлся миф об «эльфах», «феи» же из северофранцузского фольклора Нормандии пришли сюда только после завоевания Вильгельма.
В скандинавской мифологии существовали два вида альвов: верхние (светлые) и нижние (тёмные, или свартальвы), причём последним в «Эддах» уделяется значительно больше внимания. Это существа, живущие под землёй и обладающие смуглой кожей. Они неоднократно создавали для богов волшебные вещи. В позднем фольклоре этот образ слился с гномами.
У Уильяма Шекспира эльфы — это маленькие воздушные крылатые существа, напоминающие не эльфов английского фольклора, а, скорее, маленьких и крылатых малюток-пикси. Это шутливо подчёркивал Толкин, считавший своё отображение мифических рас более соответствующим германскому, кельтскому и европейскому фольклору в целом.

## Этимология

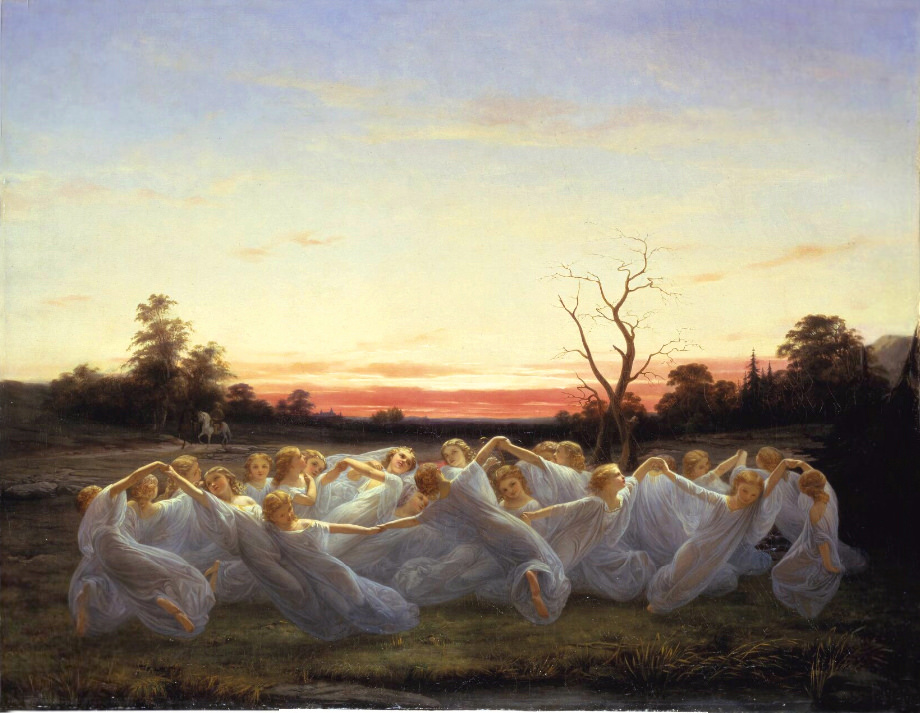
Эльфы в хороводе

В германских языках есть несколько подобных слову elf слов: датское elv, англосаксонское ælf, шведское alv, норвежское alv и исландское alfur, что говорит о едином корне, связующего эти слова, а следовательно — о былом единстве представлений об эльфах среди предков всех современных германских народов. Само же происхождение германского слова «эльф» проследить намного сложнее. Некоторые исследователи связывают это слово с романским корнем альб «белый»; есть также мнение, что оно произошло от валлийского или ирландского ellyl/aillil, что значит «сияющий», восходя к шумерскому ellu, также означающее «сияющий». Действительно, эльфов из ранних легенд отличало исходящее от них сияние: в качестве примера см. англосаксонское слово ælf-sciene и Shining folk в английском тексте легенды шотландского клана МакЛауд. 
В этом же ряду — санскритское наименование Рибху́ (санскр. ऋभु, IAST: ṛbhú, «искусный»), или Рибхукша́ны, в индийской мифологии обозначающее класс низших божеств, вызывающих плодородие и богатство, означающее «хитрый, искусный, изобретательный, разумный»; существует точка зрения, возводящая IAST: ṛbhú к тому же корню, от которого происходят английское elf «эльф», лат. albus («белый»), др.-сев. alfR («альф», «эльф» или «гном» — дварф), др.-англ. ælf (мн. ч. — ylfe; «эльф»), русское «лебедь» (праслав. olbǫdь) и, возможно, арм. աղաւնի aławni («голубь»), а также alawunk' (плеяды).

## Представления об эльфах

### Альвы в Эддах
А́львы — по сути, то же слово «эльфы», только в произношении некоторых скандинавских языков.
В «Старшей Эдде» они противопоставляются высшим богам — асам. В германской мифологии происхождение эльфов тесно связывается с историей всего мироздания и различаются два главные «разряда» эльфов: альфы — белые, светлые, добрые эльфы, и дверги — мрачные и угрюмые, хитрые карлики (скорее всего это просто другое название гномов). Впрочем, возможно, именно альвы делятся на светлых и тёмных, а тёмные называются цвергами («гномами»). Эта разница получилась из-за самого слова «альвы» — очевидно, именно от него потом появилось слово «эльфы». Согласно «Младшей Эдде» альвы и цверги зародились в мясе Имира, как черви, но по воле богов восприняли в себя часть человеческого разума и наружный вид людей. Тем не менее «Старшая Эдда» рассказывает о появлении цвергов несколько иначе. Там говорится, что боги создали двух карликов «из крови Бримира, из кости Блаина», а остальных вылепили из глины. Хотя, в этом нет ничего удивительного, если вспомнить, что Бримир и Блаин — просто другие имена Имира.
Альвы — духи природы. Они живут в своей стране Альвхейме. Обликом своим они прекраснее солнца. Правит альвами бог-кузнец Велунд. Они являются «светлыми эльфами».

### Туаты у кельтов

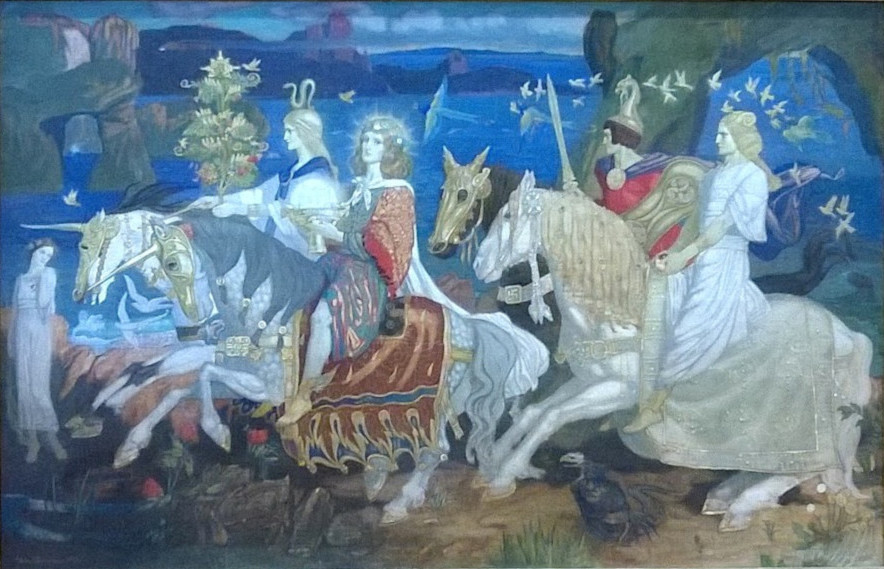
«Всадники сидов». Джон Дункан, шотландский художник XIX в.

Во времена глубокой древности в Ирландии появились туата де Даннан (племена богини Дану или дети Дану). Своим колдовством они укрыли землю густыми туманами и безраздельно властвовали островом, сражаясь с другими племенами и демонами-фоморами, приплывшими из-за моря.
Впоследствии туата де Даннан уступили власть над Ирландией милезам (сыновьям Миля). Милезы заключили с туатами договор, по которому милезы получают остров во владение, а дети Дану могут остаться в Ирландии, но жить не на поверхности земли, а внутри холмов, именуемых сидами. Отсюда и новое название туатов — сиды (Sídhe) или ши (Shee).
Частица «ши» в названиях сверхъестественных существ почти всегда указывает на то, что это существо из германской или кельтской мифологии. Например: бааван ши; банши; дини ши; кайт ши; шифра и т. д.
Образ сидов почти полностью совпадает с современными представлениями об эльфах, возникшими благодаря современной и классической литературе.
Сиды стройные и прекрасны лицом. Однако одного их прикосновения достаточно, чтобы свести человека с ума; стрелы сидов, с пропитанными ядом наконечниками, убивают на месте. Правит сидами королева Медб — красавица с голубыми глазами и длинными белокурыми волосами. Тот, кому доведётся увидеть её, умрёт от любви и тоски. Если сидам не докучать, они не обратят на людей ни малейшего внимания. У них своя жизнь, свои заботы — они пасут свой чудесный скот, танцуют, музицируют. Особенно остерегаться сидов следует в Хеллоуин (31 октября) — древний языческий праздник у кельтов, начало нового года. Считается, что в это время сиды переселяются из одних холмов в другие. Именно сиды часто соблазняют и увлекают за собой смертных мужчин (рыцарей, воинов или принцев).
В ирландской саге «Исчезновение Кондлы Прекрасного, сына Конда Ста Битв» рассказывается, что девушка из сидов долго соблазняла одного юношу. Она говорила ему:

«— Я пришла из страны живых, 
из страны, где нет ни смерти, ни невзгод. 
Там у нас длится беспрерывный пир, 
которого не надо готовить. 
В большом сиде обитаем мы, и потому племенем сидов зовемся мы.

Пойдём со мной, мой возлюбленный. 
Золотой венец покроет твой пурпурный лик, 
Чтоб почтить твой царственный облик. 
Пожелай лишь — и никогда не увянут 
Ни юность, ни красота твоих черт, 
Пленительных до скончания века».

Дважды друидам удавалось рассеять чары сидов, но на третий раз, когда девушка спела:

«Давно влечёт тебя сладкое желание,

Со мной за волну унестись ты хочешь.

Если войдешь в мою стеклянную ладью,

Мы достигнем царства Победоносного.

Есть иная страна, далёкая,

Мила она тому, кто отыщет её.

Хоть, вижу я, садится уж солнце.

Мы её, далекой, достигнем до ночи».

Юноша прыгнул в стеклянную ладью и уплыл вместе с девушкой, и больше его среди людей не встречали. 
Подробнее см. Сид (кельтская мифология)

### Эльфы в английском фольклоре

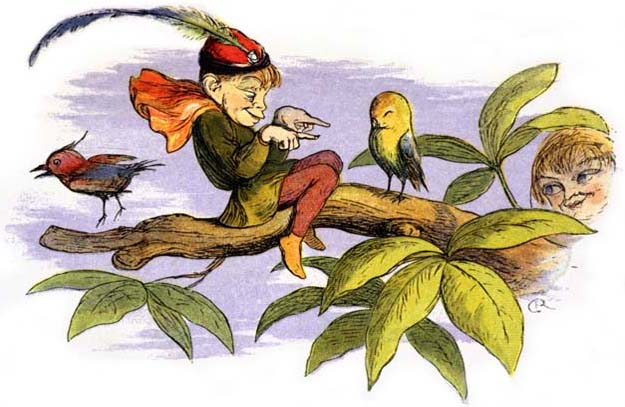
Английский эльф из традиционных сказок. Ричард Дойль, английский художник XIX в.

Англичане, в отличие от жителей Скандинавского полуострова и Германии, не разделяют эльфов на «светлых» и «тёмных». Они представляют эльфов, скорее, в образе фейри — не злых, но и не добрых существ, со своими странностями, пристрастиями и пороками.

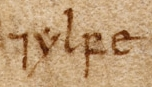
Упоминание об эльфах в «Беовульфе»

В некоторых графствах Англии люди верят в озорных, но по своему существу добрых эльфах, но чаще всего для англичан эльфы — это злые и уродливые человечки, которых чаще обозначают одним словом — пикси (pixie).
У эльфов, согласно английскому фольклору, есть один особенно неприятный порок: это их страсть к воровству, которое при этом заключалось не только в присвоении себе материальных ценностей.
Считалось, что они могут уводить в холмы невест сразу после венчания и уносить новорождённых детей до крещения. На место похищенных малюток они кладут в колыбели так называемых «подменышей», которые мучают всех окружающих несносным криком, злостью и капризами.
Эти черты характера эльфов приводили к негодованию людей против них, и существует много разных легенд о подобных проделках жителей холмов. Все эти легенды, равно как и поверья, которые легли в их основу, очень древние и так сильно укоренились, что до сих пор поселяне в Швеции и Германии неприязненно смотрят на хромых, горбатых и болезненных детей, называя их подкидышами эльфов.
Вот несколько типично английских сказок об эльфах:

«У одной матери эльфы унесли ребёнка; по крайней мере, она не могла иначе, как подкидыванием, объяснить себе то, что её здоровый, краснощекий малютка в одну ночь побледнел, похудел и изменился в лице и в характере: прежде тихий и ласковый, он теперь постоянно плакал, кричал и капризничал.
Бедная мать стала просить помощи у разных умных и опытных людей. Одни советовали ей прямо выбросить ребёнка в глубокий снег, другие — схватить его за нос калеными щипцами, третьи — оставить его на ночь при большой дороге, чтобы тем возбудить в эльфах сострадание к их собрату, а, следовательно, и принудить к возвращению настоящего малютки.

Мать решительно не могла согласиться с ними, потому что её тревожила мысль: „А что если это не подкидыш, а действительно мой ребёнок, только испорченный чьим-нибудь дурным глазом?“

Наконец, одна старушка над ней сжалилась и сказала:

— Прежде всего, нужно узнать, наверное, подкидыш ли это или нет. А чтобы это узнать, возьми ты полдесятка яиц, разбей их скорлупу на половинки, положи перед ребёнком на очаг и налей в них воды. Что из этого выйдет, сама увидишь. Только смотри, приготовь заранее каленые щипцы, чтобы хорошенько пугнуть эльфа, если ребёнок окажется подкидышем.

Мать приняла совет старухи и тотчас по приходе домой, положила в печь щипцы калиться и стала разбивать яйца перед очагом. Увидев это, ребёнок вдруг приподнялся, смолк и стал внимательно глядеть на мать.

Когда же она разложила на очаге яичные скорлупки и налила их водой, ребёнок вдруг обратился к ней и сказал (хотя двухмесячные дети не говорят вообще ни слова):

— Что это ты, мать, делаешь?

Мать невольно вздрогнула, услышав это, но отвечала как можно равнодушнее:

— Ты, я думаю, сам видишь, что я делаю: воду кипячу.

— Как? — продолжал мнимый ребёнок с возрастающим удивлением. — В яичных скорлупах кипятишь воду?

— Ну, да, — отвечала мать, заглядывая в печь, чтобы видеть, готовы ли щипцы.

— Да помилуй, — закричал эльф, всплеснув руками, — я вот уже 1500 лет живу на свете, а никогда ещё ничего подобного не видывал!

Тут мать выхватила из печки раскалившиеся докрасна щипцы и с яростью бросилась на подкидыша, но тот быстро выскочил из колыбели, прыгнул к печке и вылетел в трубу.

Когда же мать подбежала к колыбели с раскаленными щипцами, они у неё вдруг выпали из рук: в постельке, на месте безобразного эльфа, лежал её драгоценный малютка, подложив одну ручонку под голову, а другую крепко прижимая к своей грудке, которая слегка подымалась лёгкими и мерным дыханием. Кто передаст радость матери?»

«Жили-были муж да жена. Эльфы унесли у них ребёнка, которого крестины были замедлены какими-то домашними хлопотами, и подсунули им вместо него своего собственного ребёнка (подкидыша). Этот безобразный, худой и, по-видимому, хилый ребёнок страшно мучил и отца, и мать; пока кто-нибудь был в комнате, он целый день ревел и метался в люльке, а чуть только все из комнаты выходили, как он выскакивал из люльки на пол, начинал карабкаться на стены, подпрыгивать и приплясывать: ел он за четверых и никогда, кажется, не бывал сыт.

Родители вскоре порешили, что это непременно должен быть подкидыш, и положили от него избавиться, во что бы то ни стало. По совету опытной знахарки, мать вот как принялась за дело. Взяла поросенка, зарезала его и запекла в пудинг вместе со щетиной, шкурой, копытами и головой.

Когда мнимый ребёнок попросил у неё есть, она тотчас же подала ему это странное кушанье. Тот принялся за него со своей обычной жадностью, но, пожевав несколько минут, призадумался, с изумлением поглядел на пудинг и вдруг заговорил:

— Вот странность! Подают мне кушанье со шкурой и щетиной, с копытами, с глазами! Ха! Ха! Ха! Да я уж сколько живу на свете! Уже ведь три раза видел, как вырастал молодой лес, но о таких кушаньях и не слыхивал!

При этом он выскочил из люльки и исчез; а эльфы вернули догадливым родителям их настоящего ребёнка».
В Англии называли «локоном эльфа» клок спутавшихся волос, считая, что это проказа эльфов. В одном англосаксонском заговоре, относящемся, по всем данным, к эпохе язычества, им приписывают коварную привычку метать издали крошечные железные стрелы, которые пронзают кожу, не оставив следа, и причиняют внезапные мучительные колики.
В Ирландии верят и в «больших», человекоподобных эльфов, которых там называют Туата Де Дананн (по другим источникам так называется один из высших классов фейри) или сидов, а также и в маленьких крылатых эльфов-фей (как и англичане, ирландцы называют их fairy — под тем же словом они подразумевают и фей).

### Эльфы в датском фольклоре

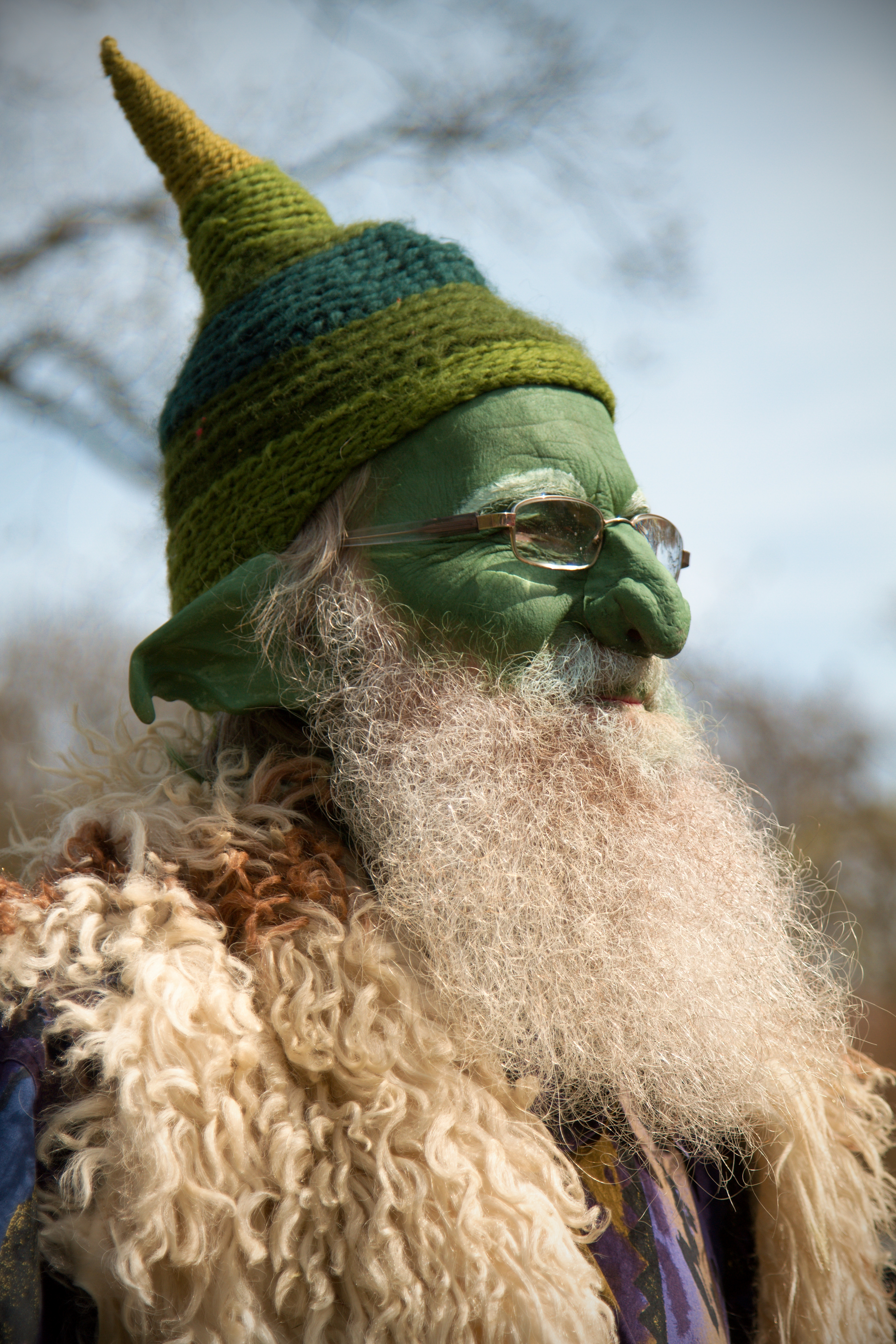
Участник ежегодного праздника эльфов в Нидерландах (2010 год).

В Дании под словом «эльфы» подразумеваются существа, легенды о которых широко распространены по всей северной Европе; их называют скоге, или лесными духами или элле. Описания их схожи — мужчины похожи на стариков в широкополых шляпах, а женщины молодые и прекрасные, однако под зелёными платьями они прячут бычьи хвосты (как и мужчины-элле), а если случайно увидеть женщину-элле сзади, можно увидеть что спина и затылок у неё — полые.

### Эльфы в шведском фольклоре
Хотя легенды об эльфах не слишком распространены в Швеции, их фольклор включает в себя большое количество рассказов и легенд о фейри и всевозможных мистических существах, обитающих в лесу. Считается, что лесные духи, упоминаемые в старинных шведских преданиях, это лесные эльфы, или по-другому, лесной народ.
Во времена язычества люди верили, что в особенно раскидистых и мощных деревьях обитает лесной эльф. Ореол святости вокруг языческих рощ и деревьев берёт начало от древнего обычая совершать жертвоприношения на деревьях. Возможно, сама идея обитаемых деревьев была заимствована из греко-римской культуры.
В Швеции, как и во всех странах северной Европы, есть сказание о волшебных существах, с полыми спинами, обитающими в лесах. Шведы называют их скоге. Скоге, скорее всего, не относятся к числу злых духов, но люди предпочитали с ними не встречаться; для чего и брали с собой в лес металлические предметы. Версия о том, что сверхъестественные существа боятся железа, также широко распространена в Европе.
В Швеции до сих пор можно увидеть так называемые эльфийские алтари (elf-altars), на которых во времена язычества совершались обряды и жертвоприношения. Некоторые эти обряды проводились и после принятия христианства.
Часто встречаются истории о «ведьминых кольцах»: считается, что в этих местах эльфы или лесные духи по ночам водят хороводы.
Существует много легенд у разных народов (чаще всего шотландцев, шведов и ирландцев) о том, как эльфы предлагали смертным (чаще всего рыцарям) вступить в их хоровод и принять участие в танце. При этом, если человек отказывался, мстительные эльфы насылали на него страшные болезни и несчастья. А если соглашался, то на утро, когда магия эльфов рассеивалась, человека находили мёртвым в центре ведьмина круга.
Роджер Желязны в своём эпическом романе «Хроники Амбера» использовал и адаптировал древний кельтский миф о ведьмином кольце:

«Мне говорили, что это случилось далеко на западе — появился небольшой круг из поганок. Внутри его нашли мертвую девочку. Место объявили проклятым. Круг стал быстро расти и через несколько месяцев уже был в целую лигу. Внутри кольца трава потемнела и стала блестящей, как металл, но не погибла. Деревья скрючились, их листья померкли. Они гремели, даже если не было ветра, и летучие мыши плясали и метались меж ними. В сумерках там бродили странные тени — но всегда внутри Круга, и какие-то огоньки, словно небольшие костры, горели там по ночам».

Интересно, что в некоторых шведских преданиях эльфов разделяют на три группы, принадлежащие, соответственно, стихиям земли, воздуха и воды. Лесных эльфов в этом случае относят к стихии земли.
В той же мере в Швеции распространены сказания о горном народце. Об этих существах известно мало, несмотря на обилие сказок и историй: горным народцем называют и эльфов, и гномов, и даже иногда троллей; точно так же, как и в Норвегии.

### Эльфы в норвежском фольклоре
В Норвегии широко распространены легенды и сказки о всевозможных низших мифических существах, называемых одним словом — туссеры. Под этим названием могут подразумеваться эльфы, гномы, веттиры («подземный народец», другое название гномов), хульдра (красивая женщина с коровьим хвостом, который она скрывает от людей), тролли или даже ниссе (аналог домовых). Особенность норвежского представления об этом сверхъестественном народе в том, что, согласно их поверьям, туссеры, как и люди, строят дома и церкви, пасут скот и живут селениями.
Польский исследователь Войцех Горчак отмечал:
.

«Следует отметить, что эльфы в скандинавской мифологии боги такие же, как коренных жителей Скандинавии. Название эльфы является расплывчатым, поскольку оно определяет и божества, и целый ряд магических существ. Общая черта всех эльфов — их красота и наличие магических способностей. Считалось, что их „штаб-квартира“ — Альвхейм — находится в северной части Швеции, к юго-востоку от Осло, к северу от Гётеборга, в междуречье Кларяльвена и Гломмы (швед. Raumelfr). Эти существа являются важной частью мифологической культуры скандинавов»

## В произведениях культуры

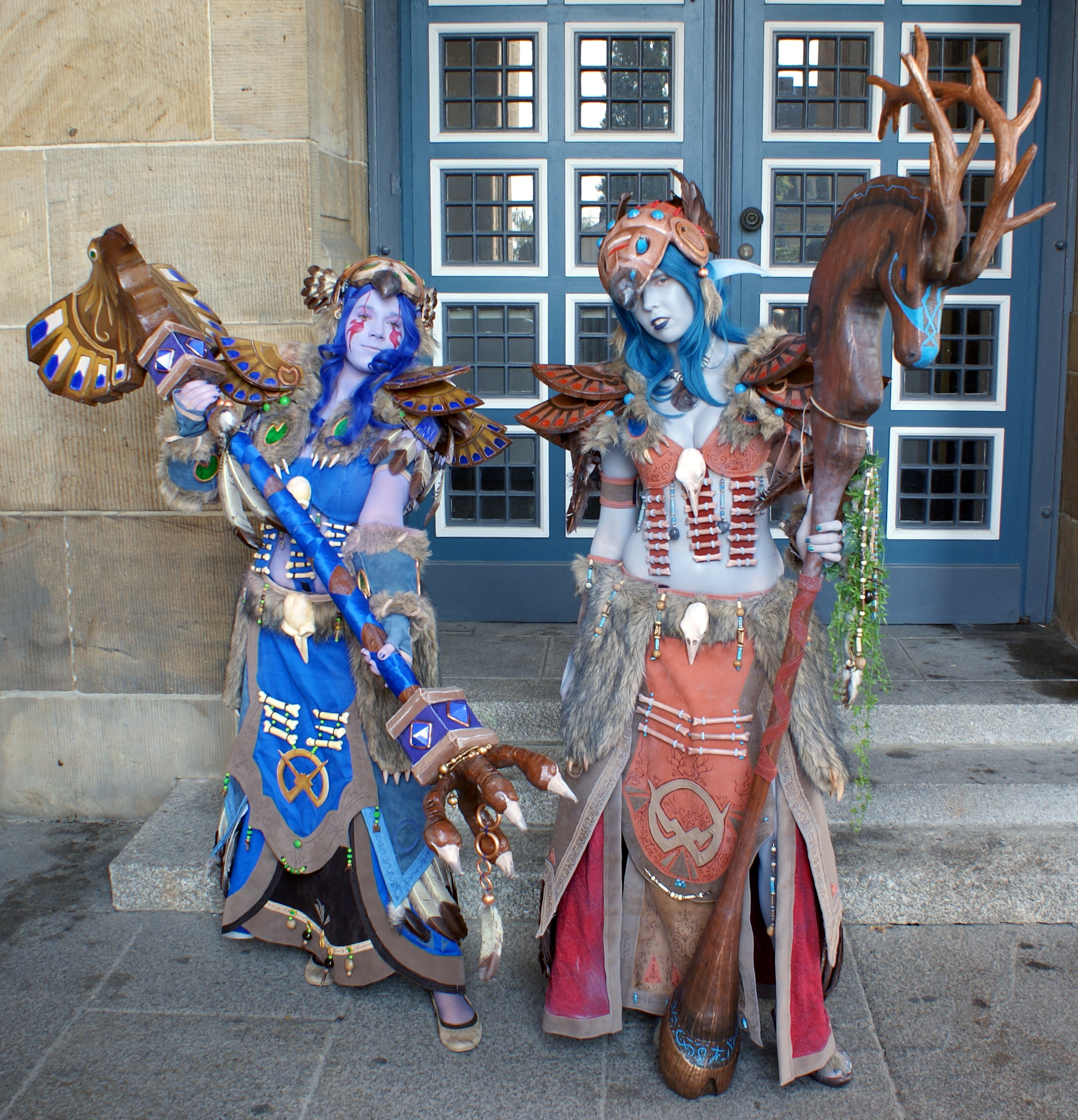
Косплей друидов — ночных эльфиек из World of Warcraft

Эльфы глубоко укоренены в европейской традиции. Само слово «эльф», по сути, является неким обобщением — эльфами называют лесных духов, фей, гномов и даже троллей. Забавных существ, сопровождающих Санта-Клауса и помогающих ему разносить подарки называют рождественскими эльфами.

### Музыка
У норвежского композитора XIX века Эдварда Грига есть пьеса «Танец эльфов».
- Эльфийская рукопись (метал-опера)

### Прочее
Эльфы являются героями ряда компьютерных игр (например, Heroes of Might and Magic III).

## Современные представления

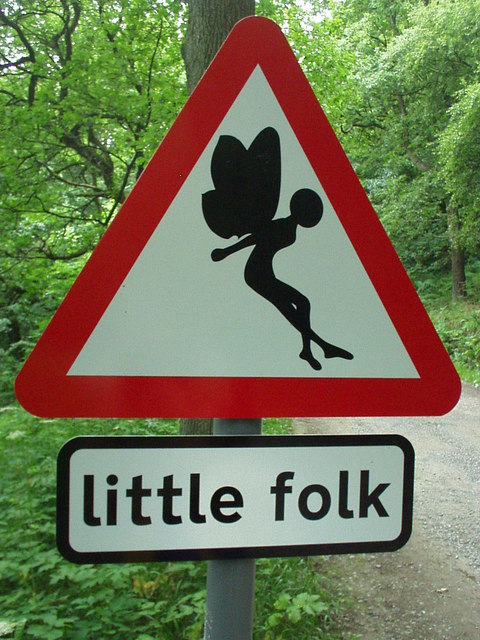
Знак «Маленький народец»

В Исландии принят закон, защищающий «скрытый народ»: прежде чем строить дом, вы обязаны проверить, не занято ли выбранное место эльфами.

### Научная гипотеза
Говард Ленхоф из Калифорнийского университета предположил, что легенды об эльфах имеют действительно существующий прототип в людях, больных «синдромом Уильямса» — генетическим отклонением, возникающим при утрате 20-ти определённых генов в седьмой хромосоме. Впервые этот синдром был задокументирован в 1961 году в Новой Зеландии и, по статистике, он приходится на одного из 20 тысяч новорождённых. Люди с подобным отклонением, помимо проблем с сердечно-сосудистой системой и умственной неполноценностью, отмечены невысоким ростом, детским выражением лица с особыми чертами губ, носа, глаз. Сходство с «фейри» усиливается благодаря присущим им ярко выраженным чертам характера. Больные синдромом Уильямса обладают нежностью и чуткостью к окружающим людям, являются хорошими музыкантами и рассказчиками, имеют удивительно чистый голос.